# کوه دیدئوکسان
دیدئوکسان (به لاتین: Daedeoksan) یک کوه در کره جنوبی است که در Jeollabuk-do, South Korea واقع شده‌است. دیدئوکسان ۱٬۲۹۰ متر بالاتر از سطح دریا واقع شده‌است.